# Gong Xian

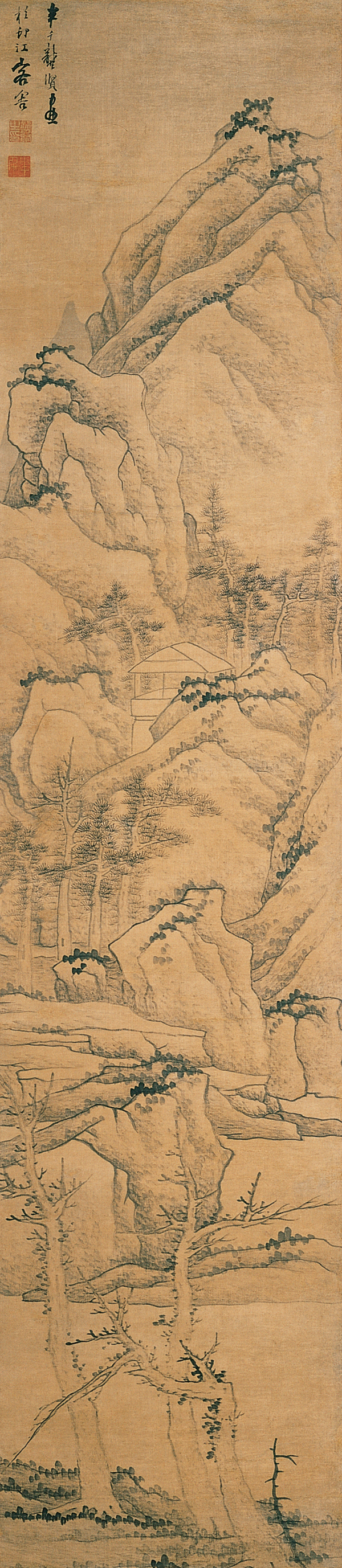
Landschap (ca. 1650), hangende rol met gewassen inkt op zijde

Gong Xian (traditioneel Chinees: 龔賢; ca. 1618–1689) was een Chinees kunstschilder, schrijver, dichter en literator uit de vroege Qing-periode. Hij is de prominentste vertegenwoordiger van de Acht Meesters van Jinling.

## Biografie
Gong Xian werd geboren in Kunshan, in de provincie Jiangsu. Hij groeide op in Jinling, het huidige Nanjing. Vanaf zijn jeugdjaren behoorde Gong tot de vele Ming-loyalisten die zich actief tegen de opkomst van de Qing-dynastie verzetten. Na de inname van Jinling vluchtte hij voor zijn leven.
Gong bracht een groot deel van zijn verdere leven door in Yangzhou, waar hij de kost verdiende met de verkoop van zijn schilderwerken. Ook bleef hij geschriften publiceren die tegen het bewind van de Qing protesteerden. Het was in deze periode dat hij zijn karakteristieke 'witte Gong-' en 'zwarte Gong-stijl' ontwikkelde. Ondanks dat hij veel geroemde berglandschappen maakte, leefde Gong tot zijn dood in armoede.

## Werk
Gong specialiseerde zich in shan shui-berglandschappen uitgevoerd in monochrome gewassen inkt. Op veel van zijn werken staan wilgen afgebeeld.
Gong is vooral bekend om de twee totaal verschillende inktlaagtechnieken die hij ontwikkelde. Voor eenvoudige composities en afbeeldingen bracht hij met spaarzame inkt lichte arceringen aan, in wat bekend kwam te staan als de 'witte Gong-stijl' (bai gong; 白龔). Voor complexe landmassa's en prominente vegetatie paste Gong meerdere lagen en vlekjes in dik aangezette penseelstreken. Middels deze zogenoemde 'zwarte Gong-stijl' (hei gong; 黑龔) verkreeg hij diverse variaties in dichtheid.
- Gemeinsame Normdatei: 142675830
- International Standard Name Identifier: 0000 0001 1630 3047
- Library of Congress Control Number: n82081933
- Bibliotheek van het Japanse parlement: 00531567
- Nationale Bibliotheek van Israël: 987012181976505171
- Nederlandse Thesaurus van Auteursnamen: 153778903
- Système universitaire de documentation: 181017709
- Union List of Artist Names: 500125754
- Virtual International Authority File: 43184991
- WorldCat: E39PBJfCwpryPQyvVT3HkdfXh3